# Шелудино 1
Шелудино 1 — деревня в Рязанском районе Рязанской области. Входит в состав Листвянского сельского поселения.

## География
Находится в северо-западной части Рязанской области на расстоянии приблизительно 29 км на юго-восток по прямой от вокзала станции Рязань I.

## История
Деревня была отмечена уже на карте 1850 года как поселение Шелудино с 13 дворами. В 1859 году здесь (тогда деревня Рязанского уезда Рязанской губернии) было учтено 13 дворов, в 1897 — 43.

## Население
Численность населения: 196 человек (1859 год), 181 (1897), 30 в 2002 году (русские 97 %), 26 в 2010.